# Bruno Mann

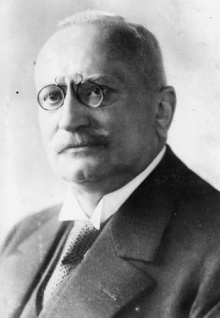
Oberbürgermeister Mann (um 1920)

Bruno Mann (* 16. Oktober 1874 in Frankfurt (Oder); † 3. Juni 1938 in Eisenach) war ein deutscher Politiker und von 1919 bis 1933 Oberbürgermeister von Erfurt.

## Leben und Wirken
Bruno Mann studierte u. a. an der Universität Leipzig Rechts- und Staatswissenschaften. 1895 wurde er Mitglied der Leipziger Universitäts-Sängerschaft zu St. Pauli. Nach der Promotion zum Dr. jur. und verschiedenen Karrierestationen stieg er im Juni 1918 zum 2. Bürgermeister des damals noch selbstständigen Neukölln auf.
Am 11. Oktober 1919 wählte die Erfurter Stadtverordnetenversammlung ihn einstimmig zum Oberbürgermeister. Damit war er der erste, der von einer frei gewählten Stadtverordnetenversammlung ins Amt berufen wurde. Er galt als liberaler Fachmann „alter Schule“.
Mann übernahm sein Amt in sehr unruhiger Zeit. Seit der Novemberrevolution 1918 war die Stadt Erfurt von Streiks und Unruhen erschüttert worden. Der Kapp-Putsch vom Frühjahr 1920 bildete den Höhepunkt der bürgerkriegsartigen Auseinandersetzungen zwischen linker Arbeiterschaft auf der einen, Bürgerwehr, Polizei und Militär auf der anderen Seite. Acht Tote und zahlreiche Verletzte waren zu beklagen. Die Bemühungen von OB Mann und Vertretern der gemäßigten Parteien im Stadtrat, die Situation zu entschärfen, blieben erfolglos.
Erst ab 1924 kam es wieder zu einer Beruhigung, die mit dem relativen wirtschaftlichen Aufschwung der „Goldenen Zwanziger“ verbunden war, die eigentlich nur fünf Jahre währten. Die Stadt Erfurt verwirklichte unter Mann und seinem Bauamtsleiter Johannes Klass kommunale Großprojekte wie den Bau des Flughafens, die Ferngasversorgung, das Nordbad (1925/28), das Stadion Mitteldeutsche Kampfbahn (1927/31) und die Chirurgische Klinik des Städtischen Krankenhauses (1928/29). Das Städtische Angermuseum wurde mit Unterstützung Manns, der satzungsgemäß Vorsitzender des Kunstvereins war, zu einem Zentrum moderner Kunst. 1929 gelang es sogar, Erfurt mit einer Pädagogischen Akademie wieder zur Hochschulstadt zu machen. Die alte Erfurter Akademie gemeinnütziger Wissenschaften wurde reaktiviert. Am 1. Dezember 1929 schrieb die „Mitteldeutsche Zeitung“ über Bruno Mann: „Ihm hat die Bürgerschaft tief zu danken, daß trotz der Nachkriegs- und Inflationsnöte Erfurt einen Aufschwung genommen hat, wie ihn nur wenige deutsche Städte zu verzeichnen haben.“
Bei den Kommunalwahlen 1929 gewann die der NSDAP nahestehende „Großdeutsche Freiheitsbewegung“ mit 17,8 Prozent auf Anhieb 10 von 52 Stadtverordnetenmandaten, was reichsweite Beachtung fand. Bruno Mann hatte sich nun mit deren Anführer Adolf Schmalix auseinanderzusetzen und führte gegen ihn zeitweise vier Beleidigungsprozesse gleichzeitig.
Ende 1929 mussten infolge der Weltwirtschaftskrise auch in Erfurt zahlreiche Unternehmen schließen oder Mitarbeiter entlassen. Das öffentliche Leben brach weitgehend zusammen, sogar die Pädagogische Akademie wurde schon 1932 wieder geschlossen. Im Sommer 1932 war mehr als jeder dritte Erfurter arbeitslos, der Stadt gelang längst kein ausgeglichener Haushalt mehr. Bei den Reichstagswahlen vom Juli 1932 erhielt die NSDAP in Erfurt 42,2 Prozent.
1933 wurde Bruno Mann mit 59 Jahren von den Nationalsozialisten in den Ruhestand gedrängt und sprach am 31. März 1933 zu den Stadtverordneten, er wolle „in feierlicher Weise den neuen nationalen Geist auch in unser Rathaus Einzug halten lassen“. Sein Nachfolger wurde der Nationalsozialist Theodor Pichier (1933–1935).
Bruno Mann war der Großvater des Jazzmusikers Klaus Doldinger.